# 昭和町 (秋田縣)
昭和町（日语：／ Shōwa machi */?）是位于秋田縣西部的一個已不存在的町。2005年3月22日，與同屬南秋田郡的天王町、飯田川町合併為潟上市后廢止。